# ISS-Expedition 38
ISS-Expedition 38 ist die Missionsbezeichnung für die 38. Langzeitbesatzung der Internationalen Raumstation (ISS). Die Mission begann mit dem Abkoppeln des Raumschiffs Sojus TMA-09M von der ISS am 10. November 2013. Das Ende wurde durch das Abkoppeln von Sojus TMA-10M am 11. März 2014 markiert.

## Mannschaft
- Oleg Walerjewitsch Kotow (3. Raumflug), Kommandant, (Russland/Roskosmos) (Sojus TMA-10M)
- Sergei Nikolajewitsch Rjasanski (1. Raumflug), Bordingenieur, (Russland/Roskosmos) (Sojus TMA-10M)
- Michael Scott Hopkins (1. Raumflug), Bordingenieur, (USA/NASA) (Sojus TMA-10M)

Zusätzlich ab dem 7. November 2013:
- Michail Wladislawowitsch Tjurin (3. Raumflug), Bordingenieur, (Russland/Roskosmos) (Sojus TMA-11M)
- Richard Alan Mastracchio (4. Raumflug), Bordingenieur, (USA/NASA) (Sojus TMA-11M)
- Kōichi Wakata (4. Raumflug), Bordingenieur, (Japan/JAXA) (Sojus TMA-11M)

### Ersatzmannschaft
Seit Expedition 20 wird wegen des permanenten Trainings für die Besatzungen keine offizielle Ersatzmannschaft mehr bekanntgegeben. Inoffiziell gelten die Backup-Crews der beiden Sojus-Zubringerraumschiffe TMA-10M und TMA-11M (siehe dort) als Ersatzmannschaft der Expedition 38. In der Regel kommen diese Crews dann jeweils zwei Missionen später selbst zum Einsatz.

## Missionsbeschreibung
Während der Expedition 38 wurden etwa 200 Experimente betreut bzw. absolviert, vier Außenbordeinsätze durchgeführt – zwei davon außerplanmäßig –, die ISS erlebte ihren 15. Geburtstag und drei Frachtraumschiffe wurden empfangen, zweimal Progress und einmal Cygnus. Zusätzlich wurden insgesamt 37 Kleinstsatelliten mit Massen jeweils um 1 kg über eine Schleuse aus der ISS nach außen transportiert und anschließend mit einer speziellen Startvorrichtung ins All katapultiert.
Die Experimente betrafen Astronomie, Atmosphärenforschung, Biologie, Materialwissenschaft, Medizin, Physik und Technik. Ein Teil davon ist an der Außenseite angebracht und läuft weitgehend automatisch ab. Auch ein Teil der Experimente im Inneren ist weitgehend automatisiert und bedarf nur hin und wieder der Betreuung durch einen Raumfahrer, beispielsweise zum Wechseln der Proben, zur Wartung oder zur Sicherung von Daten.
Am 19. November hatte Koichi Wakata drei Kleinsatelliten, die zuvor mit dem HTV Kounotori 4 eingetroffen waren, nach einer kurzen Überprüfung ihrer Funktion durch die Luftschleuse von Kibo außenbords gebracht und mit einer speziellen Einrichtung von der Station weg katapultiert. Am 20. November folgte ein weiterer Satellit.
Am 12. Dezember wurden Probleme mit dem Kühlkreislauf A des US-basierten Segments der Internationalen Raumstation gemeldet. Man stellte fest, dass das Durchflussregelventil, mit welchem der Fluss des Kühlmittels Ammoniak des äußeren Kühlkreislaufes gesteuert wird, nicht korrekt funktionierte. Damit wurde der Austausch des Pumpmoduls erforderlich, wofür es drei Ersatzmodule gab, die auf Express-Logistikmodulen oder externen Stauraum-Plattformen montiert sind. Der Start des zweiten Cygnus-Frachters wurde derweil auf Januar 2014 verschoben.
In der Station wurden im Verlauf der Mission eine Vielzahl an biologischen, physikalischen, medizinischen und technischen Untersuchungen vorgenommen. Zu letzteren zählten unter anderem die Inbetriebnahme eines Multi-Gas-Monitors, der gleichzeitig und in Echtzeit die Konzentrationen an Sauerstoff, Wasserdampf, Kohlenstoffdioxid und Ammoniak überwacht sowie Temperatur und Luftdruck erfasst. Das Messverfahren beruht auf der Anregung der Gase mit Laserlicht und der Erfassung der entstandenen stofftypischen Strahlung mittels zweier Fotosensoren.
Seit Jahren werden an Bord der ISS kleine Satelliten erprobt, die sich mittels 12 Druckgasdüsen im Inneren der Station bewegen und sich dabei autonom untereinander synchronisieren können (SPHERES = Synchronized Position Hold, Engage, Reorient, Experimental Satellites). So können sie beispielsweise ankoppeln oder sich im Formationsflug bewegen. In der nächsten Zeit sind mehrere Erweiterungsexperimente vorgesehen. Bei SPHERES-Inspire II geht es um zusätzliche Rechenkapazität und Sensorik. Dies begann bereits 2011 mit der Verbindung eines Satelliten mit einem Smartphone. Nun sollen Sensoren eine genaue Positionsbestimmung in der Station erlauben und 2 Kameras mit der entsprechenden Mustererkennung die Orientierung im Raum auf eine neue Stufe heben.
Für SPHERES-Rings wurden die Satelliten mit Ringen voller zusätzlichem Equipment ausgestattet. An der Außenseite befinden sich große Spulen, mit denen es möglich sein soll, dass zwei Satelliten in Formation fliegen können, obwohl einer komplett passiv bleibt. Ein Satellit wird mittels Druckgas angetrieben, während die Kräfte mittels Magnetfeldern auf den zweiten übertragen werden. Außerdem will man dieselbe Apparatur dazu nutzen, kontaktfrei Energie über elektromagnetische Wechselfelder zu übertragen. Im Februar wurden dazu mehrere Versuchsreihen absolviert.
Schließlich soll bei SPHERES-Slosh herausgefunden werden, welche Steuerbefehle die günstigsten sind, wenn man einen flüssigkeitsgefüllten Tank transportiert. Dabei sollen entstehende Vibrationen und Trägheitsbewegungen so weit wie möglich minimiert werden.
Im Verlauf des Februars wurden 28 vom Cygnus-Frachter gelieferten Flock-1-Satelliten mittels einer speziellen Startvorrichtung (SSOD = Small Satellite Orbital Deployer) dem All überlassen. Jeder der Satelliten besitzt Abmessungen von 10 × 10 × 30 Zentimetern und ist außen mit Solarzellen versehen. Zudem verfügt jeder Satellit über eine Kamera und Sendeeinrichtungen, mit denen Bilder der Erdoberfläche angefertigt und zur Erde übermittelt werden können. Flock, auf deutsch so viel wie Schar oder Schwarm, soll eine ganze Konstellation von Kleinsatelliten werden, die sich, zu unterschiedlichen Zeiten gestartet, über einen weiten Bereich des Orbits in etwa 400 Kilometern Höhe bei einer Bahnneigung von knapp 52 Grad verteilen. Damit kann man jeden Punkt der Erde zwischen 52 Grad nördlicher und südlicher Breite in regelmäßigen Abständen wiederholt fotografieren.
Die Flock-Konstellation wurde von der US-amerikanischen Firma Planet Labs initiiert und gebaut und soll weltweit Informationen über Veränderungen auf unserem Planeten zur Verfügung stellen. Jeder Satellit fertigt Bilder an, speichert diese und sendet die Daten zur Erde, sobald er eine Bodenstation des Systems überfliegt. Hier werden die Bilder aufbereitet und auf einem Server zur Verfügung gestellt. Am 28. Februar wurden zudem 4 weitere Kleinsatelliten für Litauen, die USA und Peru auf die gleiche Weise gestartet.
Zusätzlich zu dem angeführten Forschungsprogramm wurden wiederholt Bilder bestimmter Regionen der Erdoberfläche angefertigt. Mit der Abkopplung des Raumschiffes Sojus-TMA 10M endete am 11. März 2014 die ISS-Expedition 38. Die Rückkehr war um einen Tag vorverlegt worden, um aufgrund einer schwierigen Wetterlage das ursprüngliche Landegebiet zu meiden.

### Frachterverkehr
Das Versorgungsschiff Progress-M 21M musste nach einigen Tests neuer Technologien letztlich vom Kommandanten Oleg Kotow manuell angedockt werden, da die automatische Ankopplung bei ca. 60 Meter Entfernung versagte.
Zunächst sah alles nach einem glatten Durchlauf aus. Das Raumschiff näherte sich zielstrebig der Raumstation, umrundete diese teilweise in etwa 250 Metern Abstand, um so an die richtige Position für den Endanflug zu gelangen. Diesen begann es dann zur richtigen Zeit und näherte sich dem Swesda-Heck bis auf etwa 53 Meter. Danach schaltete die Software auf den Modus "Position halten" um. Als man dies erkannt hatte, übernahm Oleg Kotow aus dem Inneren der Station die Kontrolle über das anfliegende Raumschiff. Dazu existiert eine TORU für Телеоператорный Режим Управления (deutsch etwa so viel wie Schaltpult für Teleoperationen), mit der man die Operationen des Raumschiffs über zwei Steuerhebel ähnlich wie bei einem Computerspiel kontrollieren kann. Mit hoher Präzision erfolgte dann die Ankopplung gegen 23:30 Uhr MEZ, nur etwa 3 Minuten später als geplant.
Der Frachter war am 25. November vom Kosmodrom Baikonur aus gestartet. Er brachte insgesamt 2,4 t Fracht zur Internationalen Raumstation, darunter 670 kg Treibstoffe, 420 kg Wasser, 300 kg Materialien für wissenschaftliche Untersuchungen, 187 kg Nahrungsmittel, 178 kg Materialien für die NASA, 134 kg Ausrüstung für die russischen Raumfahrer, 122 kg medizinische Materialien sowie weitere Betriebsmittel, Ausrüstungen, Ersatzteile, Dokumentationen und persönliche Artikel, darunter Weihnachts- bzw. Neujahrspost für die Raumfahrer.
Am 3. Februar legte der Frachter Progress-M 20M von der Station ab. Mit ihm wurden mehrere Tage lang Untersuchungen zu gravitationsstabilisierten Fluglagen vorgenommen, bevor er am 11. Februar in dichten Atmosphärenschichten verglühte. Bereits am 5. Februar war ein weiterer Frachter, Progress-M 22M gestartet und hatte rund 6 Stunden später an der Station angedockt. Mit ihm gelangten rund 2,5 t Fracht an Bord.
Am 18. Februar wurde das Anfang Januar gestartete und an die Station angelegte Transportraumschiff Cygnus 2 (CRS-Orb-1) mit Müll beladen von der ISS getrennt und mittels Canadarm2 in etwa 10 Metern Entfernung abgesetzt. Am 19. Februar erfolgten hier das finale Bremsmanöver und der zerstörerische Wiedereintritt in die Erdatmosphäre.

### Bahnmanöver
Am 11. Dezember wurde die Bahn in Vorbereitung auf die geplante Ankunft eines Frachtschiffes vom Typ Cygnus durch eine Antriebsphase von knapp 13 Minuten mit den Triebwerken des am Heck angekoppelten Frachters Progress-M 21M um etwa 1,7 Kilometer angehoben.
Ein weiteres Manöver wurde am 18. Januar 2014 ausgeführt. Mit den Bordtriebwerken am Heck des russischen, seit dem 29. November 2013 angedockten Versorgungsschiffs Progress-M 21M wurde das als Reboost bezeichnete Manöver zur Bahnanhebung der ISS durchgeführt. Reboosts sind regelmäßig erforderlich, da die ISS auf Grund der Bremswirkung der dünnen Restatmosphäre pro Tag zwischen 80 und 150 Meter Flughöhe verliert. Die 520 Sekunden lang andauernde Antriebsphase steigerte die Geschwindigkeit der ISS um rund 1,18 Meter pro Sekunde und hob die Bahn der Station um rund ca. 2 Kilometer an.
Ursprünglich war die Bahnanhebung für den 16. Januar 2014 geplant, musste jedoch wegen der Gefahr einer potentiellen Kollision mit Weltraumschrott verschoben werden. Die Verschiebung bewirkte, dass die Station nicht in einen gefährlich geringen Abstand zu einem alten Teil einer US-amerikanischen Rakete vom Typ Delta 2914 geriet, welche 1977 den japanischen Wettersatelliten GMS 1 alias Himawari 1 in den Weltraum transportiert hatte.

### Außenbordeinsätze

#### 1. Ausstieg
Am 21. Dezember 2013 starteten Mastracchio und Hopkins einen Außenbordeinsatz, um den Austausch einer ausgefallenen Pumpe für das Kühlsystem der ISS vorzubereiten. Die Arbeiten waren so erfolgreich, dass die Pumpe komplett entfernt und anschließend sicher verstaut werden konnte. Dieses war ursprünglich für einen weiteren Außenbordeinsatz vorgesehen, der damit eingespart werden konnte.

#### 2. Ausstieg
Beim zweiten Ausstieg von Rick Mastracchio und Michael Hopkins wurde am 24. Dezember eine Ersatzpumpe in einem Kühlkreislauf der Internationalen Raumstation installiert. Im Verlaufe des mehr als 7 Stunden dauernden Außenbordaufenthalts wurde die neue Pumpe von ihrem Lagerort an der Externen Stauraumplattform 3 (ESP) mittels Manipulatorarm zum Einsatzort transportiert und in die vorgesehene Position gebracht. Nach dem Befestigen des Pumpenmoduls mit vier Bolzen wurden die Leitungen von einer Überbrückungsbox gelöst und an der neuen Pumpe angeschlossen. Dabei benötigte man an einem der 4 Schläuche mehrere Versuche, um den Verschluss zu lösen.
Zudem trat aus einem der Schläuche eine kleine Menge erstarrtes Ammoniak aus, so dass man sich vor dem Einsteigen in die Schleuse noch einige Zeit von allen Seiten von der Sonne bestrahlen ließ, wobei sich das Ammoniak verflüchtigen sollte.
Zwischenzeitlich wurden elektrische Verbindungen angeschlossen und das Gerät getestet. Da der Test erfolgreich verlief, konnte die Reparatur bereits beim zweiten Einsatz abgeschlossen werden. Das defekte Modul muss noch von seiner gegenwärtigen Position am Mobilen Transporter zur Externen Stauraumplattform 3 gebracht werden. Diese Aufgabe wurde auf einen späteren Zeitpunkt verschoben.

#### 3. Ausstieg
Am 27. Dezember haben zwei Kosmonauten außerhalb der Internationalen Raumstation gearbeitet. Zu den Arbeiten gehörte auch die Installation zweier Kameras des kanadischen Unternehmens UrtheCast. Der Ausstieg begann gegen 15 Uhr MEZ mit dem Verlassen des Schleusenmoduls Pirs, das an der Unterseite von Swesda installiert ist. Den Hauptteil der Zeit verschlang dabei die Installation und der Test zweier Kameras nebst Übertragungseinrichtungen der kanadischen Firma UrtheCast. Nach Angaben aus dem Kontrollzentrum empfing man nicht die erwarteten Telemetriedaten. Anderen Quellen zufolge funktionierte zwar die hochauflösende Kamera, die zweite mit mittlerer Auflösung versagte aber den Dienst.
Letztlich bekamen Oleg Kotow und Sergej Rjasanski die Anweisung, die Kameras wieder zu demontieren und in die Station zurückzubringen. Außerdem sollten die elektrischen Anschlüsse auf der vor einigen Wochen installierten, um zwei Achsen beweglichen Plattform fotografiert werden, damit man die Ursache für das Versagen der Technik herausfinden kann.
Von den ursprünglichen Aufgaben blieben dann noch einige unerledigt. Man demontierte das Experiment Всплеск (Ausschlag [eines Seismometers]), mit dem man die Auswirkungen seismischer Aktivitäten auf der Erde auf geladene Teilchen in deren unmittelbarem Umfeld erfasst hatte und stieß die Apparatur ins All. Stattdessen installierte man ein weiter entwickeltes Experiment mit dem Namen Сейсмопрогноз (Seismoprognose), mit dem man unter anderem Erdbebenvorhersagen aufgrund von Veränderungen im Plasmafeld der Erde gewinnen will.
Der Ausstieg dauerte 8 Stunden und 7 Minuten und wurde damit zum längsten Außenbordaufenthalt russischer Kosmonauten bisher.

#### 4. Ausstieg
Am 27. Januar installierten Oleg Kotow und Sergej Rjasanski an der Außenseite der Station im Verlaufe eines etwa sechsstündigen Ausstiegs (6:08 h) zwei Kameras im Auftrag der kanadischen Firma UrtheCast. Nach einem vergeblichen Versuch bei einem zurück liegenden Ausstieg konnte man nun Erfolg melden: beide Kameras funktionieren.